# كين روبنسون (سياسي)
كين روبنسون (بالإنجليزية: Ken Robinson)‏ هو سياسي بريطاني، ولد في 1942 في بلفاست في المملكة المتحدة. حزبياً، نشط في حزب ألستر الوحدوي. في انتخابات الجمعية التشريعية لأيرلندا الشمالية، 1998 ‏، انتخب عضو الجمعية التشريعية الأولى لأيرلندا الشمالية عن دائرة East Antrim (Assembly constituency) ‏ وقد انضم خلال فترته النيابية ‏ (25 يونيو 1998 – 28 أبريل 2003) للكتلة البرلمانية حزب ألستر الوحدوي وفي انتخابات الجمعية التشريعية لأيرلندا الشمالية، 2003 ‏، انتخب عضو الجمعية التشريعية الثانية لأيرلندا الشمالية عن دائرة East Antrim (Assembly constituency) ‏ وقد انضم خلال فترته النيابية ‏ (26 نوفمبر 2003 – 30 يناير 2007) للكتلة البرلمانية حزب ألستر الوحدوي وفي انتخابات الجمعية التشريعية لأيرلندا الشمالية،  2007 ‏، انتخب عضو الجمعية التشريعية الثالثة لأيرلندا الشمالية عن دائرة East Antrim (Assembly constituency) ‏ وقد انضم خلال فترته النيابية ‏ (9 مارس 2007 – 24 مارس 2011) للكتلة البرلمانية حزب ألستر الوحدوي.